# Lantfrid

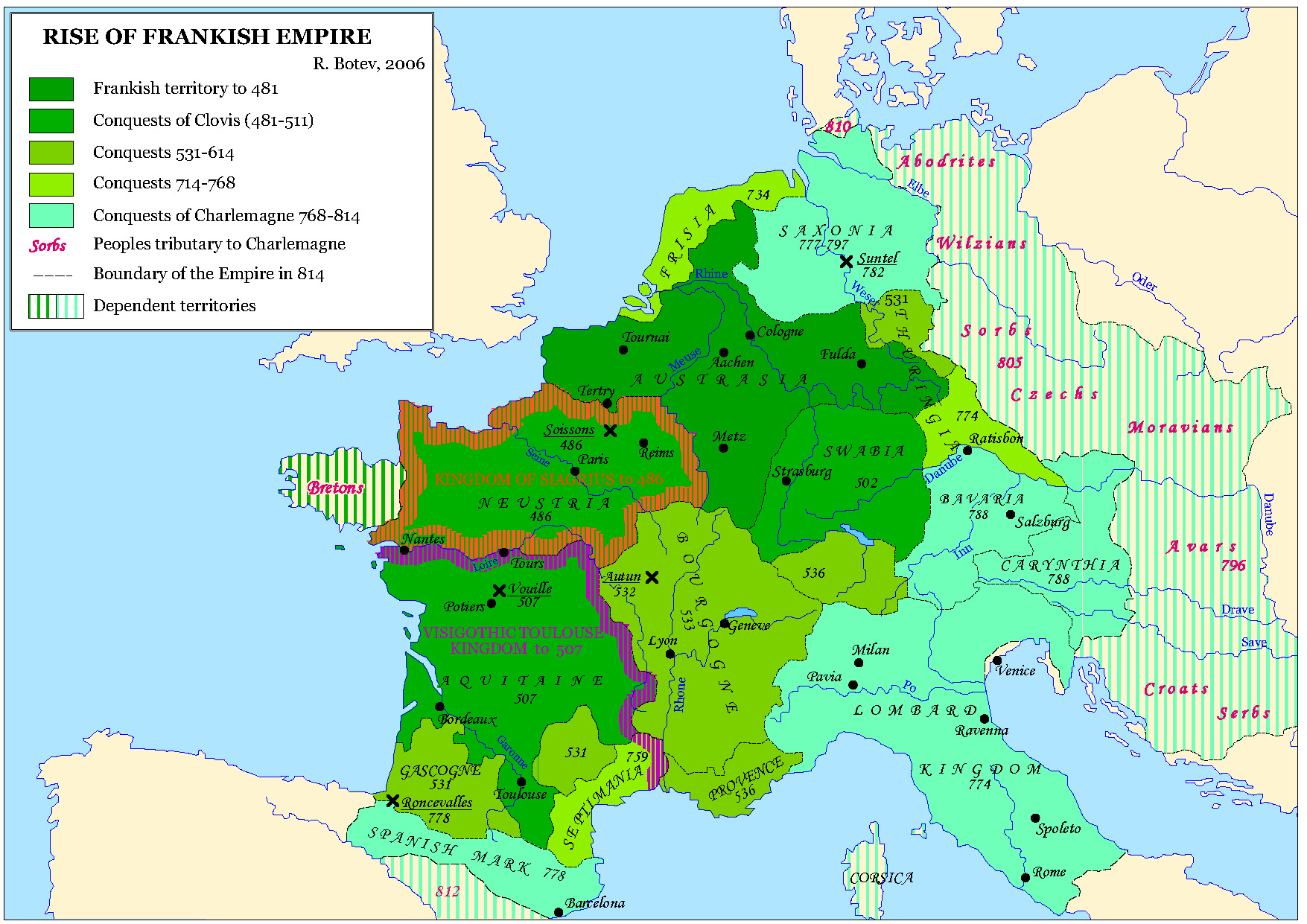
Expansion de la règle franque (Alamannia rendu en Souabe).

Lantfrid (également Landfrid ou Lanfred, latinisé Lantfridus ou Lanfredus ; mort en 730) est un duc du royaume alaman sous souveraineté franque de 709 jusqu'à sa mort. Il est le fils du duc Gotfrid et il a pour frère Theudebald. 

## Biographie
Après la mort de Gotfrid en 709 et le ralliement de Lantfrid et son frère Theudebald, le maire du palais Pépin de Herstal envahit le duché du duc Willehari dont le territoire est limité à l'Ortenau à l'ouest du royaume alaman avant de partir à la conquête de ce dernier. Cette campagne peut être considérée comme une tentative de Pépin pour imposer l'autorité royale au duché après la mort de Gotfrid, mais aussi pour affirmer son droit d'influence, voire de contrôle de la succession, sur le duché. La campagne de Pépin contre Willehari pourrait donc avoir pour but d'aider Lantfrid et Theudebald dans leur revendication du duché. Cependant, ces derniers restent hostiles au successeur de Pepin : après la mort de Pépin en 714, Lantfrid dissout tous les liens avec la cour royale mérovingienne et son nouveau maire du palais Charles Martel.  
La résistance alamanique contre la suprématie franque demeure tenace. En 722, Charles Martel soumet avec force les duchés Alaman et de Bavière, mais l'année suivante, les deux ducs se soulèvent à nouveau. 
En 724, Lantfrid et Theudebald considèrent la fondation de l'abbaye de Reichenau sous la protection de Charles Martel par Pirmin comme une provocation. En 727, Theudebald ob odium Karoli (« par haine contre Charles ») expulse ce dernier ainsi que son successeur Heddo de Reichenau cinq ans plus tard alors que, pendant la même période, l'abbaye de Saint-Gall, fondée en 719 par le moine alamanique Othmar, est favorisée par les ducs d'Alamanie et l'aristocratie régionale. 
Entre 724 et 730, alors que jusque-là la législation a été l'une des activités principales des rois mérovingiens, Lantfrid usurpe le droit de promulgation des lois : il exprime ainsi sa prétention à être un dirigeant indépendant en ordonnant la révision des lois des Alamans (Lex Alamannorum). Même si, dans ce code, le roi est mentionné comme dominus, il n'y a aucune référence au rôle de maire du palais qui aurait pu être une indication de la loyauté de Lantfrid envers la dynastie mérovingienne. 
En 730, Charles Martel envahit de nouveau le duché. La mort de Lantfrid est documentée la même année, mais il n'est pas certain qu'elle résulte des combats. 